# Römhild
Römhild è una città di 6 697 abitanti della Turingia, in Germania.
Appartiene al circondario (Landkreis) di Hildburghausen (targa HBN).

## Geografia antropica
La città di Römhild è suddivisa nelle frazioni (Ortsteil) di Bedheim, Eicha, Gleichamberg, Gleicherwiesen, Haina, Hindfeld, Mendhausen, Milz, Römhild, Roth, Simmershausen, Sülzdorf, Westenfeld e Zeilfeld.